# 피에르 기욤 프레데리크 르 플레
피에르 기욤 프레데리크 르 플레 (Pierre Guillaume Frédéric le Play, 1806년 ~ 1882년)는 프랑스의 사회학자이자 경제학자이다. 유럽 각지를 여행하면서 노동자의 가계를 조사하고 노동자의 가계와 환경과의 관계를 상세히 분석, 사회조사의 시조의 한 사람으로 꼽히고 있다.